# Brabançonne (film)
La Vie est belge
Ne doit pas être confondu avec La vie est belle.
Pour les articles homonymes, voir Brabançonne.
Pour plus de détails, voir Fiche technique et Distribution.
Brabançonne (La vie est belge en France) est une comédie musicale romantique belge réalisée par Vincent Bal et sortie en 2014. Le film est présenté en avant-première le 2 décembre 2014 et sort en salles le 10 décembre en Belgique.

## Synopsis
Deux harmonies communales se retrouvent ex æquo pour représenter la Belgique à la grande finale européenne : l'une est flamande, l'autre wallonne. Mais au cours de la compétition, le trompettiste flamand décède juste après sa prestation, alors que Hugues, le Wallon, brille particulièrement. Elke, administratrice et fille du chef d'orchestre flamand, décide de le débaucher. Le frère de Hugues, chef d'orchestre de la formation wallonne, refuse la partition écrite par son frère pour la finale. Frustré, Hugues passe dans le camp adverse où son charme fait des ravages, au point de séduire Elke, pourtant en instance de mariage avec Renaat le fils du sponsor de l'orchestre. Hugues propose sa partition à son nouvel orchestre, qui n'y montre aucun enthousiasme.
Avant la finale, chacune des deux formations est invitée à un concert télévisé par sa télévision linguistique publique. Ivre, Hugues crée un scandale et est rejeté par les membres de l'orchestre. Il réécrit sa partition, qui emporte cette fois l'adhésion. Le jour de la finale à Bruxelles, juste avant le lever de rideau, les deux formations en viennent aux mains et sont disqualifiées. Mais redécouvrent finalement la vertu de jouer ensemble.

## Fiche technique
- Titre original : Brabançonne
- Autre titre francophone : La vie est belge (pour la sortie en France)
- Réalisation : Vincent Bal
- Scénario : Vincent Bal, Pierre De Clercq (nl)
- Photographie : Danny Elsen
- Montage : Philippe Ravoet
- Producteur : Peter Bouckaert
- Production : Eyeworks, Entre Chien et Loup
- Musique : Steve Willaert
- Costumes : Kristin Van Passel
- Pays de production :  Belgique
- Langues originales : néerlandais, flamand, français
- Genre : comédie musicale
- Durée : 120 minutes
- Budget : environ 3 millions €
- Dates de sortie : 
  - Belgique : 10 décembre 2014
  - Luxembourg : 17 juin 2015
  - France : 8 novembre 2015 (Festival international du film d'Arras) ; 13 juillet 2016 (sortie nationale)

## Distribution
- Arthur Dupont : Hugues
- Amaryllis Uitterlinden : Elke
- Jos Verbist : Jozef, le père d'Elke
- David Cantens (nl) : Renaat Byl, le fiancé dElke
- Koen Van Impe (nl) : Patrick, le frère aîné de Hugues
- Tom Audenaert : Andries
- Ivan Pecnik : Willy
- Veerle Eyckermans : Brigitte
- Fabrice Boutique : Nazir
- Rilke Eyckermans (nl) : Carla
- Michel van Dousselaere (nl) : Byl, le père de Renaat
- Erika Sainte : Sandrine
- Liesa Naert (nl) : Tine
- Marc Peeters (nl) : Fernand
- Philippe Résimont : Damien
- Marc Weiss : Michel
- Joël Delsaut : Bernard
- Frederik Haùgness : Urbain
- Kasper Vandenberghe : Kenny
- Claudine Pelletier : Arlette

## Production
Toutes les chansons sont des reprises de chansons de variété flamandes et francophones.

## Distinctions
- Ensors 2015 : meilleure actrice pour Amaryllis Uitterlinden